# Łazy Małe (województwo dolnośląskie)
Łazy Małe – wieś w Polsce położona w województwie dolnośląskim, w powiecie milickim, w gminie Krośnice.
Do 2024 r. miejscowość była przysiółkiem wsi Łazy Wielkie w Polsce. W latach 1975–1998 przysiółek administracyjnie należał do województwa wrocławskiego.